# Prix Dollar

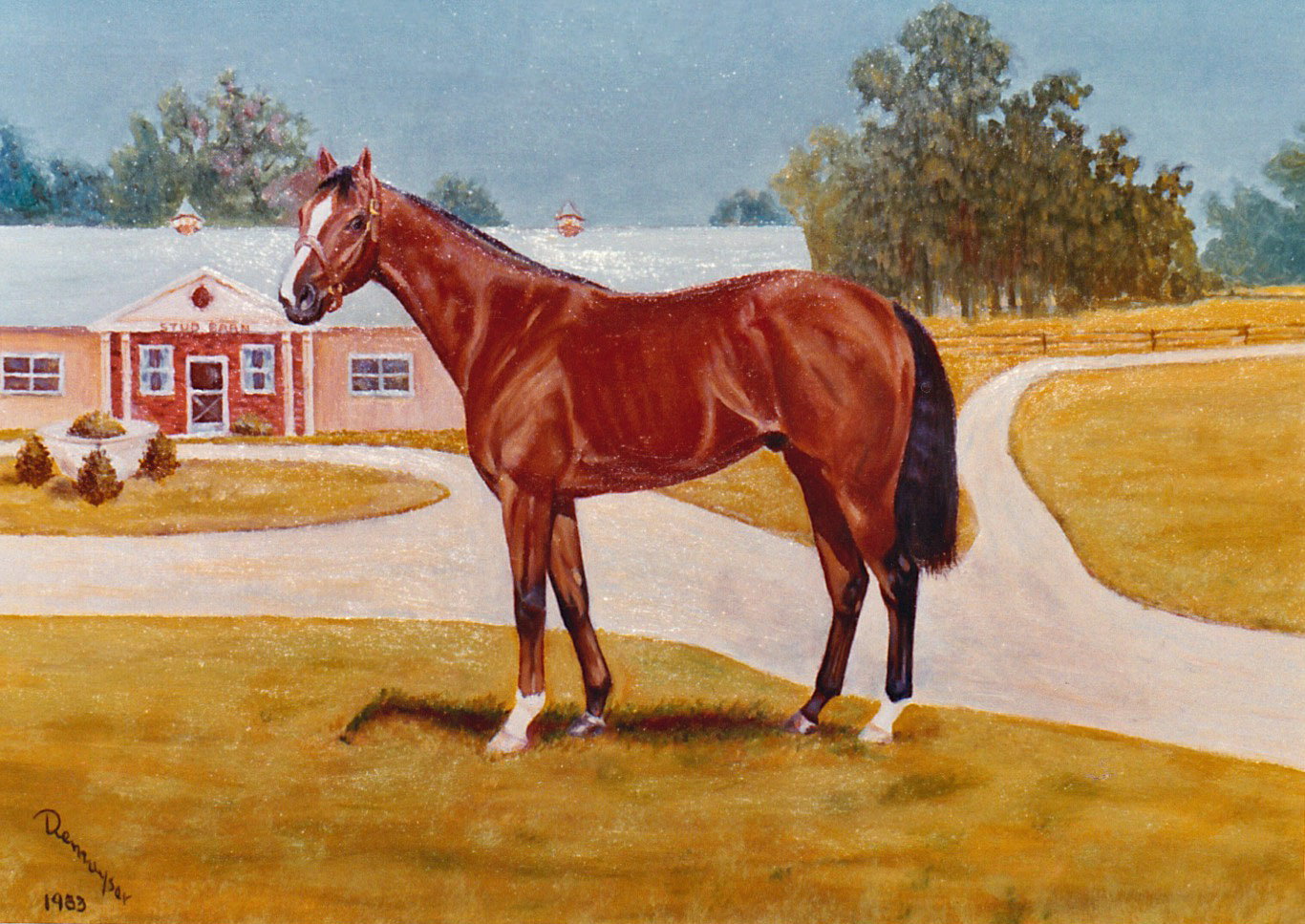
Northern Baby, vainqueur en 1980, huile sur toile, peint par l’artiste peintre Bob Demuyser (1920-2003)

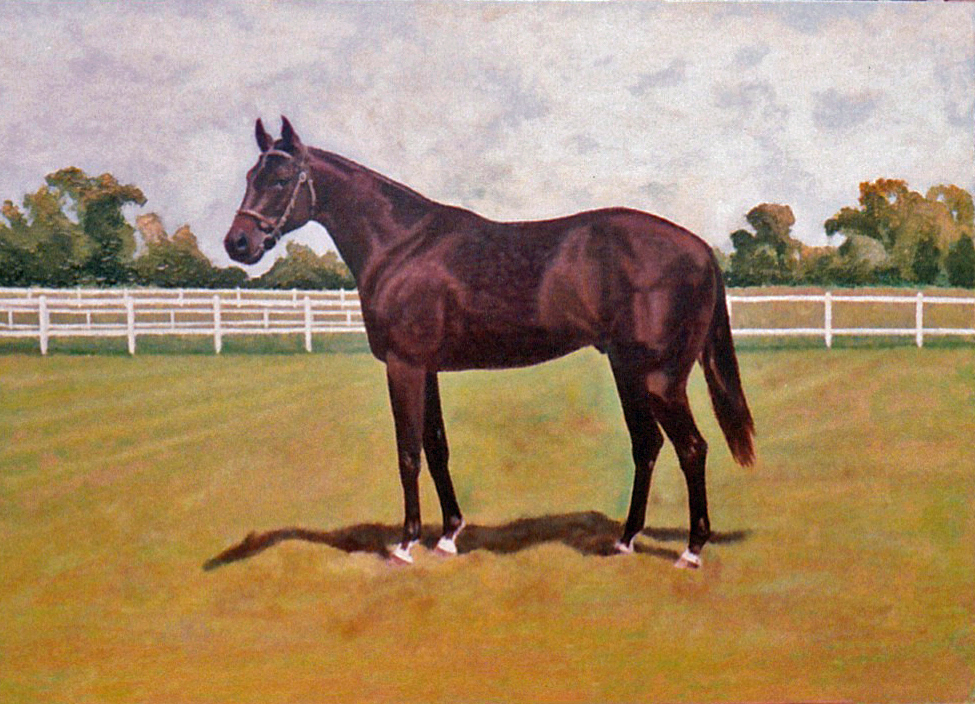
Trepan, vainqueur en 1977, huile sur toile, peint par l’artiste peintre Bob Demuyser (1920-2003)

Groupe 2
Le Prix Dollar est une course hippique de plat se déroulant le premier week-end du mois d'octobre, à la veille du Prix de l'Arc de Triomphe, sur l'hippodrome de Longchamp.
C'est une course de Groupe II réservée aux chevaux de 3 ans et plus. La première édition a eu lieu en 1905, et porte le nom de Dollar en hommage au cheval du même nom, étalon du XIXe siècle qui a joué un rôle très important dans le développement de l'élevage en France.
Le Prix Dollar se court sur la distance de 1 950 mètres, sur la grande piste de Longchamp. L'allocation s'élève à 200 000 €.
Elle se déroule le même jour que le Prix Chaudenay, le Prix de Royallieu, le Prix Daniel Wildenstein et le Prix du Cadran.

## Palmarès depuis 2000
| Année  | Vainqueur         | Pays        | Père            | Jockey                | Entraîneur            | Temps   |
| ------ | ----------------- | ----------- | --------------- | --------------------- | --------------------- | ------- |
| 2024   | Jayarebe          | Royaume-Uni | Zoffany         | Sean Levey            | Brian Meehan          | 2'04"63 |
| 2023   | Horizon Doré      | France      | Dabirsim        | Mickaël Barzalona     | Patrice Cottier       | 1'59"86 |
| 2022   | Anmaat            | Royaume-Uni | Awtaad          | Jim Crowley           | Shadwell Estate Co.   | 2'05"37 |
| 2021   | Dubai Honour      | Royaume-Uni | Pride of Dubaï  | James Doyle           | William Haggas        | 2'08"14 |
| 2020   | Skalleti          | France      | Kendargent      | Pierre-Charles Boudot | Jérôme Reynier        | 2'10"41 |
| 2019   | Skalleti          | France      | Kendargent      | Pierre-Charles Boudot | Jérôme Reynier        | 2'06"58 |
| 2018   | Alignement        | France      | Pivotal         | Maxime Guyon          | Carlos Laffon-Paris   | 2'02"29 |
| 2017** | Garlingari        | France      | Linngari        | Stéphane Pasquier     | Corinne Barbe         | 2'04"48 |
| 2016** | Potemkin          | Allemagne   | New Approach    | Eduardo Pedroza       | Andreas Wöhler        | 2'06"54 |
| 2015   | Free Port Lux     | France      | Oasis Dream     | Thierry Jarnet        | Freddy Head           | 1'59"58 |
| 2014   | Fractional        | France      | Manduro         | Raphael Marchelli     | André Fabre           | 2'05"78 |
| 2013   | Cirrus des Aigles | France      | Even Top        | Christophe Soumillon  | Corinne Barbe         | 2'02"83 |
| 2012   | Cirrus des Aigles | France      | Even Top        | Olivier Peslier       | Corinne Barbe         | 2'07"95 |
| 2011   | Byword            | France      | Peintre Célèbre | Maxime Guyon          | André Fabre           | 2'00"41 |
| 2010   | Cirrus des Aigles | France      | Even Top        | Franck Blondel        | Corinne Barbe         | 2'09"60 |
| 2009   | Pipedreamer       | Royaume-Uni | Selkirk         | Dominique Bœuf        | John Gosden           | 2'00"30 |
| 2008   | Trincot           | France      | Peintre Célèbre | Ioritz Mendizabal     | Philippe Demercastel  | 2'03"50 |
| 2007   | Musical Way       | France      | Gold Away       | Ronan Thomas          | Philippe van de Poele | 2'04"20 |
| 2006   | Soldier Hollow    | Allemagne   | In The Wings    | Olivier Peslier       | Peter Schiergen       | 1'59"40 |
| 2005   | Touch of Land     | France      | Lando           | Christophe Lemaire    | Henri-Alex Pantall    | 2'04"40 |
| 2004   | Touch of Land     | France      | Lando           | Christophe Lemaire    | Henri-Alex Pantall    | 1'58"30 |
| 2003   | Weightless        | France      | In The Wings    | Thierry Thulliez      | Pascal Bary           | 2'05"40 |
| 2002   | Dano-Mast         | Danemark    | Unfuwain        | Olivier Peslier       | Flemming Poulsen      | 2'01"60 |
| 2001   | Albarahin         | Royaume-Uni | Silver Hawk     | Richard Hills         | Marcus Tregoning      | 2'10"50 |
| 2000   | Slickly           | France      | Linamix         | Lanfranco Dettori     | Saeed Bin Suroor      | 1'59"30 |

** Éditions disputées à Chantilly, sur 2000 mètres.